# Alenia Aermacchi M-346 Master
Alenia Aermacchi M-346 Master je podzvukový pokročilý proudový cvičný a lehký bojový letoun, vyvinutý ve spolupráci mezi ruskou společností Yak Aircraft Corporation a italskou Alenia Aermacchi. Konstrukce letounu vychází z ruského typu Jakovlev Jak-130, který původně vznikal jako joint venture společností Aermacchi a Jakovlev. Kromě Itálie jsou dalšími uživateli typu Izrael, Polsko a Singapur. Do dubna 2014 bylo všemi uživateli objednáno celkem 56 strojů M-346.

## Vývoj

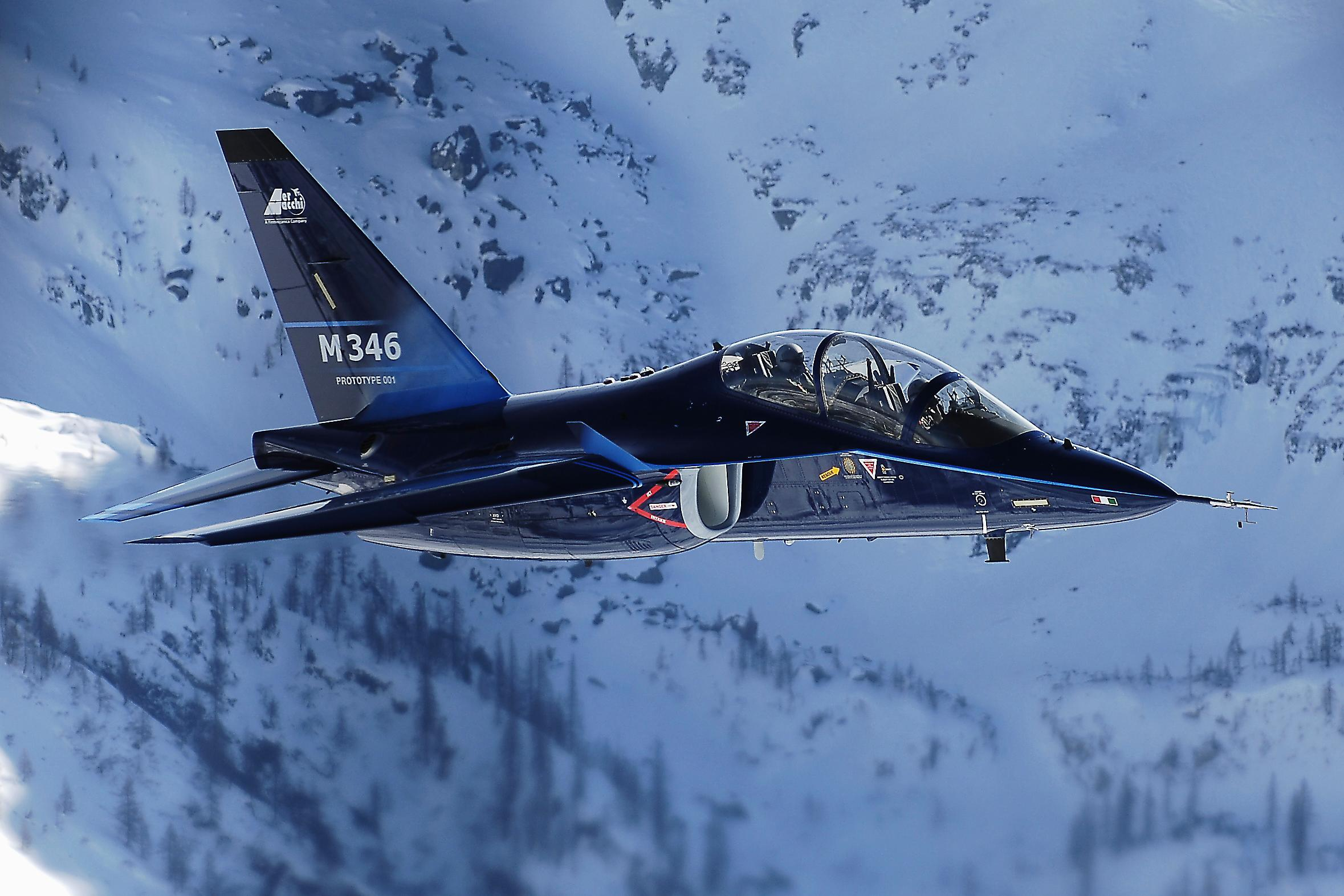
Prototyp M-346 za letu

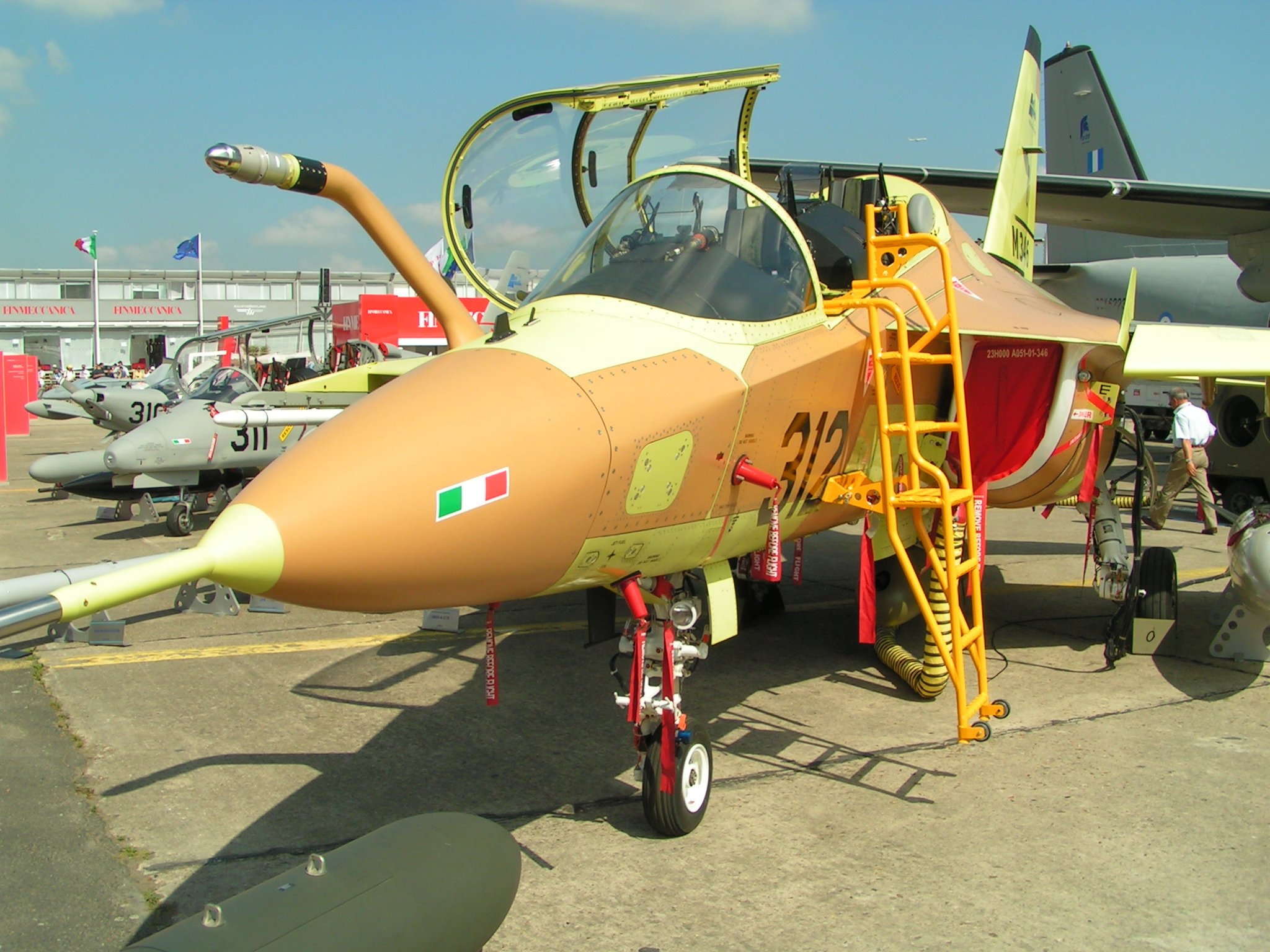
Druhý prototyp M-346

Letecký výrobce Aermacchi začal na přelomu 80. a 90. let pracovat na nástupci svého cvičného letounu Aermacchi MB-339. Firma přitom od roku 1993 spolupracovala s ruským výrobcem Jakovlev, se kterým postavily technologický demonstrátor Jak/AEM-130, který poprvé vzlétl v roce 1996. Finanční problémy a odlišné vývojové priority ovšem v roce 2000 vedly k dohodě, že každá firma bude ve vývoji pokračovat samostatně. Oba jejich letouny ale z vnějšku vykazují nápadnou podobnost (Jak-130 je vyráběn pro ruské letectvo). Své vlastní řešení M-346 společnost poprvé představila v roce 2000 na aerosalonu ve Farnborough. První prototyp zalétal 15. července 2004 šéfpilot Olinto Cecconello z továrního letiště ve Venegonu, druhý prototyp byl zalétán 17. května 2005. Vývoj zdárně pokračoval a 8. července 2008 došlo k prvnímu letu nového prototypu v předsériové podobě.
V roce 2009 firma Aermacchi získala kontrakt na šest kusů M-346 (italské označení je T-346A) s opcí na dalších devět kusů. Dodány byly v roce 2011. Větší množství jich ale zatím nebylo objednáno, protože Italské letectvo disponuje dostatkem cvičných letounů MB-339. Prvním zahraničním uživatelem typu se stal Singapur, který v roce 2010 objednal 12 letounů, kterými chce nahradit letité stroje A-4SU Super Skyhawk. Dne 18. listopadu 2011 byl ztracen první prototyp, který se zřítil při návratu z letecké přehlídky v Dubaji.
V únoru 2012 letoun vyhrál v izraelském tenderu na nové cvičné letouny, které ve službě nahradí typ A/TA-4 Skyhawk. Izraelské vojenské letectvo tak získá 30 kusů M-346 Lavi. Dne 20. března 2014 proběhl slavnostní roll-out prvního sériového stroje. Letouny budou dodány v letech 2014–2016. Dalším zákazníkem je Polsko, které objednalo 8 strojů M-346, které ve službě nahradí domácí polský typ PZL TS-11 Iskra.
Roku 2025 společnosti Textron Aviation Defense a Leonardo navázaly spolupráci, aby společně nabídly upravenou verzi letounu M-346N do programu amerického námořnictva Undergraduate Jet Training System (UJTS).

## Konstrukce
Letoun je určen k pokročilému výcviku pilotů nadzvukových bojových letounů (pro základní výcvik je vyvíjen proudový typ Alenia Aermacchi M-311). Pohání ho dvojice dvouproudových motorů Honeywell F124-GA-200 o tahu 27,94 kN. Výzbroj je nesena na devíti závěsnících, z nichž šest je pod křídlem, dva na koncích křídla a jeden pod trupem. Nést mohou například 500librové pumy Mk 83, 1000librové pumy, raketomety, protiletadlové řízené střely AIM-9 Sidewinder, protizemní střely Raytheon AGM-65 Maverick či protilodní střely MBDA Marte MK-2A.

## Nehody
- 11. května 2013 – M-346 (CPX617) společnosti Alenia-Aermacchi havaroval během zkušebního letu poblíž obce Piana Crixia. Pilot se katapultoval.[8]
- 12. července 2024 – M-346 polského letectva se zřítil v Gdyni během nácviku akrobacie na leteckou přehlídku. Pilot se nestačil katapultovat.[9]

## Uživatelé

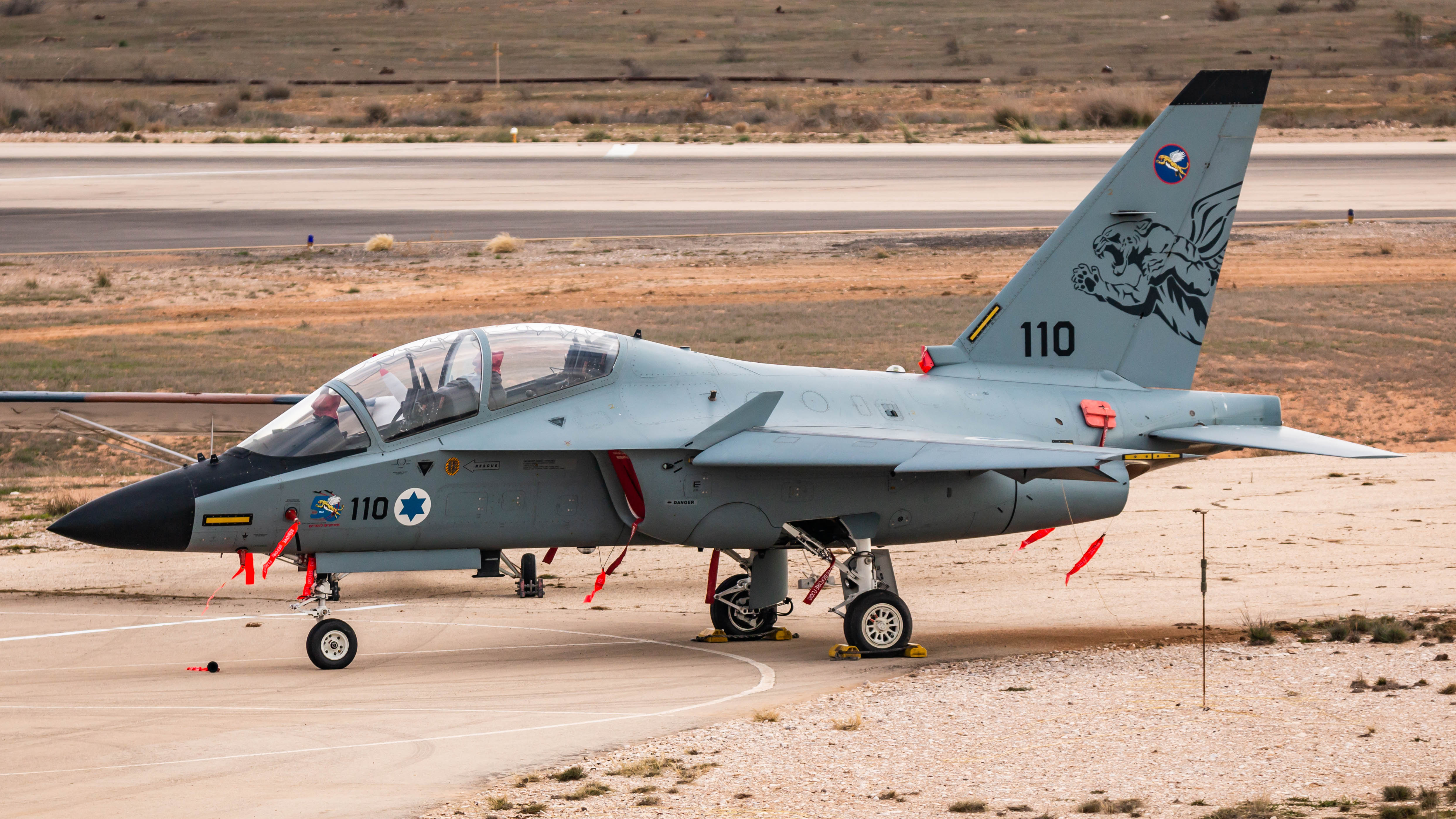
Izraelský letoun M-346

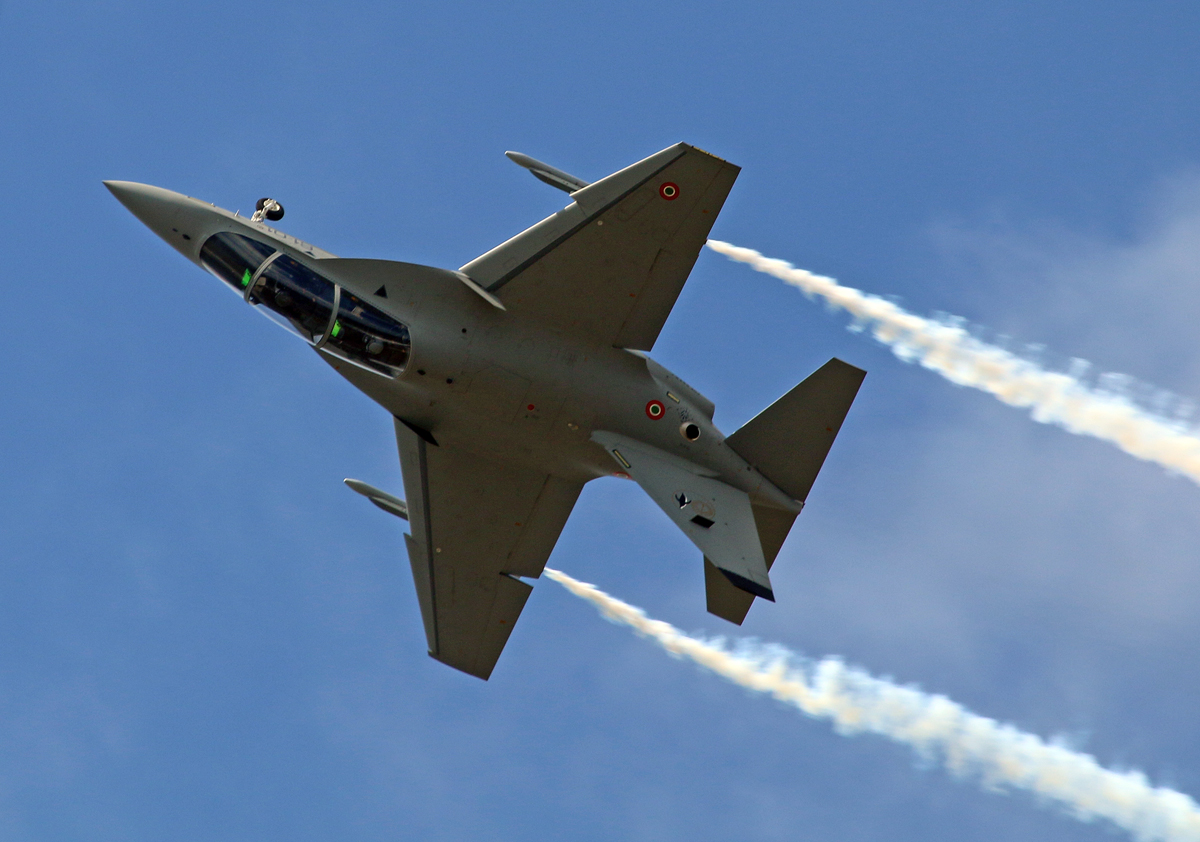
Italský letoun M-346

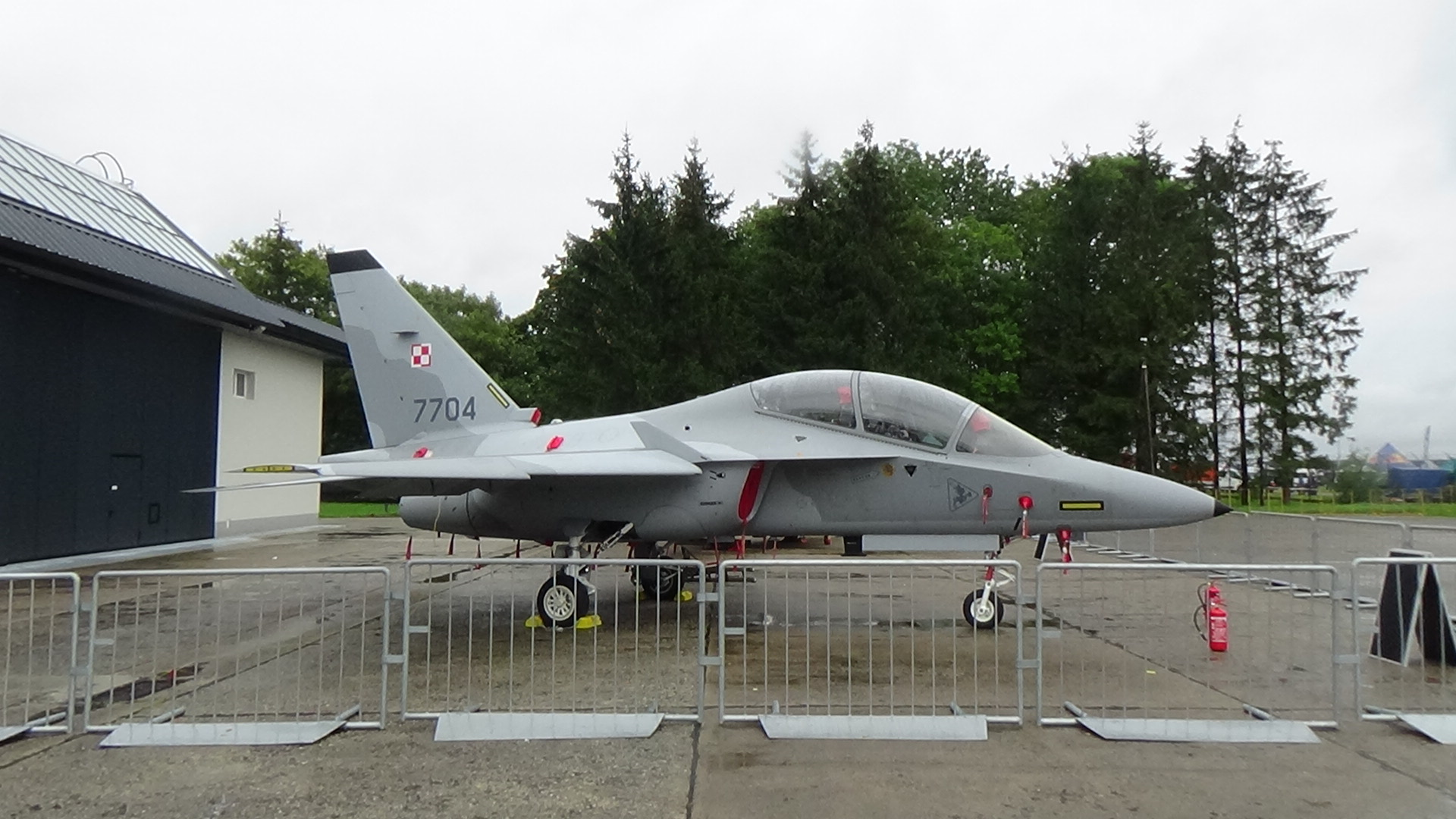
Polský M-346 Bielik

### Současní
Ázerbájdžán
- Ázerbájdžánské letectvo – objednáno mezi 10–25 stroji[10]

 Itálie
- Italské letectvo (AMI) – objednalo 18 letadel T-346A. Dodávky proběhly od listopadu 2011 do února 2018.[11]

 Izrael
- Izraelské vojenské letectvo (IAF) – objednalo 30 letadel;[12] k 22. červnu 2016 všechna dodána[13]

 Nigérie
- Nigerijské letectvo – v březnu 2021 objednáno 24 letadel[14]

 Polsko
- Polské letectvo – objednalo 8 letadel
  - 41. Baza Lotnictwa Taktycznego v Dęblinu obdržela první dva v listopadu 2016.[15]

 Řecko
- Řecké letectvo – objednáno 10 strojů[16]

 Rakousko
- Rakouské letectvo – Roku 2024 objednáno 12 lehkých cvičně-bojových letounů M-346FA. Zastoupí cvičné letouny Saab 105Ö, vyřazené roku 2020. Operovat budou ze základny Vogler (Fliegerhorst Vogler) v Hörschingu.[17]

 Singapur
- Singapurské letectvo (RSAF) – 12[18]

 Turkmenistán
- Turkmenské letectvo – objednáno 6 letadel[19]

### Potenciální
Egypt
- Egyptské letectvo – Egypt v roce 2020 projevil zájem mj. i o 24 výcvikových letounů M-346

 Katar
- Katarské letectvo – v lednu 2022 se v médiích objevily informace o možném nákupu strojů M-346.[20]

## Specifikace (M-346 Master)

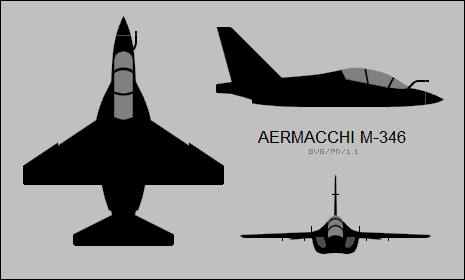
Nákres M-346

### Technické údaje
- Posádka: 2 (instruktor a žák)
- Délka: 11,49 m
- Rozpětí: 9,72 m
- Výška: 4,98 m
- Nosná plocha: m²
- Hmotnost prázdného stroje: 4610 kg
- Maximální vzletová hmotnost : 9500 kg
- Pohonná jednotka: 2× dvouproudový motor Honeywell F124-GA-200
- Tah pohonné jednotky: 27,94 kN

### Výkony
- Maximální rychlost: 1059 km/h
- Min. rychlost: 170 km/h
- Dolet: 2076 km
- Dostup: 13 500 m
- Počáteční stoupavost: 107 m/s

### Výzbroj
- Devět závěsníků pro různé typy výzbroje